# Tomasz Adamiec
Tomasz Adamiec (* 13. dubna 1982 Hajnówka) je bývalý polský zápasník – judista.

## Sportovní kariéra
S judem začínal v 10 letech ve Varšavě v klubu UKJ Ryś. Připravoval se pod vedením Cezary Borzęckého. V polské mužské reprezentaci se pohyboval od roku 2001 v pololehké váze do 66 kg. V roce 2004 se na olympijské hry v Athénách nekvalifikoval. Své první olympijské účasti se dočkal v roce 2008. Na olympijských hrách v Pekingu vypadl v úvodním kole Íráncem Arašem Mir'esmaejlím. Od roku 2009 startoval ve vyšší lehké váze do 73 kg. V roce 2012 se kvalifikoval na olympijské hry v Londýně. Dva měsíce před hrami měl nedaleko Pucku dopravní nehodu na motorce se svým reprezentačním kolegou Tomaszem Kowalskim. Na rozdíl od Kowalského z nehody vyvázl s drobnými zraněními a o účast na olympijských hrách nepřišel. V Londýně vypadl v úvodním kole s Francouzem Ugo Legrandem na wazari. Sportovní kariéru ukončil v roce 2015.

### Vítězství na mezinárodních turnajích
- 2011 – 1x světový pohár (Purto La Cruz)

## Výsledky
| Olympijské hry     | —  |    |     |     | —  |     |   |     | úč. |     |     |     | úč. |
| Mistrovství světa  |    | —  |     | —   |    | —   |   | úč. |     | úč. | úč. | úč. |     |
| Mistrovství Evropy | —  | —  | úč. | úč. | 7. | úč. | — | 3.  | úč. | —   | —   | úč. | 5.  |
| Univerziáda        |    | —  |     | 5.  |    |     |   | —   |     | —   |     |     |     |
| ME do 23 let       |    |    |     | —   | 3. |     |   |     |     |     |     |     |     |
| MS juniorů         | 3. |    |     |     |    |     |   |     |     |     |     |     |     |
| ME juniorů         | 5. | 7. |     |     |    |     |   |     |     |     |     |     |     |